# Emilio Marrese
Emilio Marrese (Napoli, 10 maggio 1967) è un giornalista, scrittore, conduttore radiofonico, sceneggiatore e regista italiano.

## Biografia
Cresciuto a Bologna, lavora a La Repubblica dal 1987. Ha condotto strisce satiriche e trasmissioni sportive e di intrattenimento su varie radio tra cui Radio Capital.
Ha scritto vari libri tra cui Zola. Il ragazzo che faceva sorridere il pallone (Limina, 2003), biografia del calciatore Gianfranco Zola, e Rosa di fuoco. Romanzo di sangue, pallone e piroscafi (Edizioni Pendragon, 2010) che ha vinto il Premio Coni 2011 per la narrativa sportiva ed è stato pubblicato in Spagna e in Sud America da Ediciones B: si tratta della storia romanzata della tournée del Barcellona FC in Messico e USA durante la Guerra civile spagnola. Sempre per Edizioni Pendragon ha pubblicato nel 2012 Il terzo scudetto - Una Fortitudo da favola. 
Nel 2004 ha vinto il premio giornalistico Piero Dardanello.
A febbraio 2015 è uscito per Piemme Edizioni il suo romanzo Il buio ha paura dei bambini.
Come autore di docufilm ha realizzato: nel 2010 Via Volonté n.9 insieme a Rolando Ravello, prodotto da Fandango, vincendo la sezione documentari del Rome independent film festival; nel 2014 il docufilm Il Cielo Capovolto - 7 giugno 1964 lo scudetto del Bologna, prodotto da Cineteca di Bologna insieme a Rai Eri e Istituto Luce, con Gianni Morandi, Luca Carboni, Eraldo Pecci, Carlo Lucarelli e Nicola Rizzoli; nel 2015 La linea gialla , una fiction sulla Strage di Bologna, con Valentina Lodovini, Ivano Marescotti, Roberto Messini, Francesco Guccini e Rolando Ravello; nel 2016 Mi chiamo Renato - I 90 anni rock'n'gol dello stadio di Bologna sulla storia dello Stadio Dall'Ara, con Vito, Angela Baraldi, Roberto Messini, Bruno Pizzul, Giancarlo Marocchi e Adam Masina; nel 2018 Tutto il Palazzo - Bologna 2156:ritorno a Basket City sulla storia del PalaDozza di Bologna; nel 2019 (come regista e sceneggiatore) Il Vangelo secondo Matteo Z. - Professione Vescovo sull'Arcivescovo di Bologna, Cardinale Matteo Maria Zuppi, con Alessandro Bergonzoni; nel 2020 L'ospite  (soggetto e sceneggiatura), mediometraggio sul lockdown.  

## Opere letterarie
- Zola. Il ragazzo che faceva sorridere il pallone, biografia, Arezzo, Limina Edizioni, 2003. ISBN 978-88-88551-15-9
- Rosa di fuoco. Romanzo di sangue, pallone e piroscafi, romanzo, Bologna, Pendragon, 2010. ISBN 978-88-8342-841-8
- Via Volonté n.9, con Rolando Ravello, libro + DVD, Roma, Fandango, 2010. ISBN 978-88-6044-165-2
- Il terzo scudetto. Una Fortitudo da favola, romanzo, Bologna, Pendragon, 2012. ISBN 978-88-6598-214-3
- Un saluto ai ragazzi, con Cristiano Governa e Filippo Venturi, racconto, Bologna, Pendragon, 2013. ISBN 978-88-6598-356-0
- Il buio ha paura dei bambini, romanzo, Milano, Piemme, 2015. ISBN 978-88-566-3820-2

### Traduzioni in altre lingue
- Rosa de fuego. Una novela de intriga sobre el Barça y la guerra civil, traduzione in spagnolo di Natalia Fernandez, Barcellona, Ediciones B, 2011. ISBN 978-84-666-4533-1

## Documentari
- 2010 - Via Volonté n.9 (autore e sceneggiatore)
- 2014 - Il cielo capovolto (autore e sceneggiatore)
- 2015 - La linea gialla (autore e sceneggiatore)
- 2016 - Mi chiamo Renato (autore)
- 2018 - Tutto il palazzo (autore e sceneggiatore)
- 2019 - Il Vangelo Secondo Matteo Z. (regista e sceneggiatore)
- 2022 - Il giovane corsaro. Pasolini da Bologna (regista e sceneggiatore)
- 2024 - Un altro calcio (regista e sceneggiatore)